# Kent Recursive Calculator
Kent Recursive Calculator(KRC)는 1979년 11월부터 1981년 10월까지 데이비드 터너가 개발한 느긋한 함수형 언어이다. 패턴 매칭, 가드(guard), ZF식(현재 리스트 캄프리헨션으로 불리는 것)을 갖춘 SASL에 기반을 둔다. KRC의 2개 구현체가 작성되었다: 하나는 EMAS에서 구동되는 BCPL 환경에서의 데이비드 터너의 오리지널 구현체이다. 다른 하나는 유닉스 환경의 C 언어로 개발된 이후의 구현체이다. KRC는 1982년부터 1985년까지 영국의 켄트 대학교에서 함수형 프로그래밍을 교육하기 위해 사용된 주된 언어였다.
KRC의 뒤를 잇는 언어는 미란다이다.

## 추가 문헌
- Functional Programming and its Applications, David A. Turner, Cambridge U Press 1982.
- Turner, D.A. (1981). 〈The semantic elegance of Applicative Languages〉. 《Proceedings of the 1981 Conference on Functional Programming Languages and Computer Architecture》. Association for Computing Machinery. 85–92쪽. ISBN 0-89791-060-5.